# Развой на консонантната система на хърватския език
За развитието на консонантната система на хърватския език е характерна тенденцията към затвърдяване, която води до силно ограничаване на противопоставянето (корелацията) на твърди (непалатални) и меки (палатални) съгласни. Вследствие на това, в съвременния хърватски език са останали само две двойки съгласни, при които това противопоставяне е налице: l: lj и n: nj.

## Праславянската консонантна система
Тенденцията към възходяща звучност на праславянската сричка довежда до големи промени и в системата на съгласните в праславянския език. В последния период преди обособяване на отделни славянски езици системата на съгласните е следната:
b, d, g, h, j, k, l, m, n, p, r, s, t, v, z
През същия период, под влияние на следходен звук j, при съгласните настъпва промяна, наречена йотация, а под влияние на предноезични гласни – палатализация. В резултат на тези промени се появяват нови палатални съгласни, които се наследяват и в хърватски:

### Йотация
k + j > č (*lukja > luča, лъч)
g + j > ž (*lъgjь > lъžь, лъжа)
z + j > ž (*vozjenъ > voženъ, возен)
s + j > š (*nosjenъ > nošenъ, носен)
h + j > š (*suhja > suša, суша)
r + j > r’ (*morje > mor’e, море)
l + j > l’ (*volja > vol’a, воля)
n + j > n’ (*konjь > kon’ь, кон)
t + j > t’ (*světja > svět’a, свещ)
d + j > d’ (*medja > med’a, межда)

#### Епентетично (вметнато)l
p + j > pl’ (*kupjenъ > kupl’enъ, купен)
b + j > bl’ (*ljubjenъ > l’ubl’enъ, обичан)
m + j > ml’ (*zemja > zeml’a, земя)
v + j > vl’ (*lovjenъ > lovl’enъ, ловен)

#### Групи *stj, *skj; *zdj, *zgj
(различни резултати в различни диалекти)
*st + j > št’ > št: puštenъ; št’ > šć: pušćenъ; št’ > šč: puščenъ
*sk + j > št’ > št: ištemъ; št’ > šć: išćemъ; št’ > šč: iščemъ
*zg + j > žd’ > žd: zviždati; žd’ > žđ: zvižđati; žd’ > žj: zvižjati

### Първа палатализация
k + i, e, ę, ě (<ē), ь > č’ > č (oko – oči)
g + i, e, ę, ě (<ē), ь > ž’ > ž (bogъ – bože)
h + i, e, ę, ě (<ē), ь > š’ > š (duhъ – duše)

### Втора палатализация(сибиларизация)
k + i, ě (<ai) > c’ > c (vlъkъ – vuci)
g + i, ě (<ai) > dz’ > z (bogъ – bozě)
h + i, ě (<ai) > s’ > s (duhъ – dusě)

### Трета палатализация(прогресивна палатализация)
i, ę, ь + k + гласна без y > c’ > c (prorokъ – proricati)
i, ę, ь + g + гласна без y > dz’ > z (dvignǫti – dvizati, в съврем. хърв. dizati)
i, ę, ь + h + гласна без y > s’ > s (vъh- – vьsь, в съврем. хърв. sav < vas)

## Развой на палаталните съгласни
В началото на първия период от историческото развитие на хърватския език е налице следната система съгласните:
| Непалатални съгласни | b | d  | g  | g   | h  | h    | k  | k  | l  | m | n  | p | r  | s  | t  | v | z   |
| Палатални съгласни   |   | d’ | ž’ | dz’ | š’ | [s’] | č’ | c’ | l’ |   | n’ |   | r’ | s’ | t’ |   | [ž] |

Палаталните c’, dz’ и s’ бързо се депалатализират, като dz’ се уеднаквява със z.
Палаталните *t’ и *d’ в хърватски се развиват по следния начин:
- в щокавския диалект: ć (svijeća), đ (međa)
- в чакавския диалект: ć (svića), j (meja)
- в кайкавския диалект: č (sveča), j (meja)

Палаталното r’ рано губи своята палаталност и се уеднаквява с непалаталното r: more < mor’e

## Развой на консонантната система след отпадане на слабияер
След отпадането на слабия ер отново се появяват затворени срички и на границата между две срички възникват нови взаимоотношения между съгласните, породили процеси като асимилация и опростяване на групите съгласни. Възниква ново противопоставяне между съгласните по звучност – беззвучност, което в хърватски почти напълно измества старото противопоставяне по непалаталност – палаталност: броят на палаталните съгласни радикално се намалява.
В старохърватски възникват следните двойки съгласни, противопоставящи се по звучност – беззвучност:
| Звучни съгласни    | b | d | g | z | ž | đ | dz | [dž] | [γ] |
| Беззвучни съгласни | p | t | k | s | š | ć | c  | č    | h   |

След уеднаквяването на dz със z, c има само звучен алофон (позиционен вариант) dz в определени фонетични позиции, обикновено в сандхи позиция, напр. в Otac ga je zvao ([otadzgajezvao]). Звучният алофон на č – dž се обособява като равноправна фонема, макар и да се среща предимно на места, където по етимология има č: vradžba < vračьba. Беззвучният алофон f на v също се налага като самостоятелна фонема: ufati < upfati < upvati < upъvati (уповавам се, вярвам). В много народни говори обаче не се среща фонемата f, като се замества обикновено с p (Stjepan).
След настъпилите промени в системата на съгласните, в съвременния хърватски език тя има следният вид:
| Звучни съгласни    | b | d | g  | z | ž | đ  | dž | [dz] | [γ] |   |
| Беззвучни съгласни | p | t | k  | s | š | ć  | č  | c    | h   | f |
| Сонанти            | j | l | lj | m | n | nj | r  |      |     | v |

## По-късни промени в консонантната система

### Подновена йотация
След 14 век възникват т.нар. млада или подновена йотация в случаи, когато j се оказва в позиция след съгласна при изгубване на слабия ер или при рефлекс на кратък ят.
- След отпадане на слабия ер възникват наставките при съществителните -ja < -ьja (lađa < ladja < ladьja, ладия, кораб), -je < -ьje (imanje < imanьje, имот, имение), окончанието -ju < -ьjǫ в творителен падеж единствено число женски род (noću < noćьjǫ, нощем) и наставката -ji < -ьji при прилагателните имена (božji < božьji, божи).
- Съгласната j от рефлекса на краткия ят предизвиква йотация само при съгласни n и l: koljeno, ljeto, nježan, snjegovit. Другите съгласни не се променят: sjena, zjenica, letjeti, djed, vjenčić, mjesto и т.н.

### Най-нова йотация
В източнохерцеговския диалект се наблюдава явление, което е наречено най-нова йотация, при което всички съгласни са повлияни от съгласната j, напр.: đevojka < djevojka, ćerati < tjerati, śekira < sjekira, pljesma < pjesma и т.н. Тази промяна обаче не е възприета в книжовния хърватски език, като дори и в отделните говори на диалекта, в който се среща, не е застъпена в еднаква степен.

### Асимилация по звучност
Асимилация по звучност в хърватски настъпва във всички случаи, когато след изпадане на слабия ер на сричковата граница се окажат две съгласни с различна звучност. В такъв случай, ако първата съгласна е беззвучна, а втората – звучна, първата се заменя със звучното си съответствие, напр.: svadba < svatba < svatьba; zbor < sbor < sъborъ. Ако първата съгласна е звучна, а втората – беззвучна, първата се заменя с беззвучното си съответствие, напр.: slatka < sladka < sladъka, vrapca < vrabca < vrabьca.

### Асимилация по място на учленение
Асимилацията според мястото на учленение в хърватски е ограничено явление. То се среща при групи съгласни, от които първата е стара съгласна s, z или h, а втора съгласна е š, ž, č, ć, dž, đ, lj или nj: mišlju < misljǫ, pažnja < paznja, oraščić < orahčić и т.н.
Ако s, z се намират пред lj или nj, но са последна съгласна на представка, не се променят: sljubiti (да се прилепя), razljutiti (да ядосам) и т.н. Когато след lj или nj следва e от рефлекс на ят, също не настъпва промяна: sljepoća (слепота), snjegovit (снежен, снеговит) и т.н.
Ако пред p или b има n, то се променя в m: stamben < stanben (жилищен), zelembač < zelenbač (гущер) и т.н.

### Метатеза в групи съгласни
Метатеза в различни групи съгласни е настъпвала в различни исторически етапи от развоя на хърватския език:
- naći < natji < najti < naiti
- žlica < lžica < lъžca
- tko < kto < kъto
- svega < vsega < vъsega

### Изпадане на съгласни
Тенденцията към опростяване на групи от съгласни се проявява в изпадане на съгласни. При това може да настъпят и други промени, като асимилация или дисимилация: bezakonje < bez-zakonьje, raširiti < raš-širiti<ras-širiti < raz-širiti.
Някои групи в начало на думи също се опростяват чрез изпадане на една от съгласните: čovjek < človjek, dignuti < dvignǫti и т.н.

### Промяна наlвo
В края на сричката l се променя o. Тази промяна започва през 14 век в щокавските диалекти, но не е настъпила в еднаква степен: radio < radilъ, htio < hъtělъ и т.н., но: stol, val, bol и т.н.